# هاینریش شومبرگ
 هاینریش شومبرگ (آلمانی: Heinrich Schomburgk؛ زاده ۳۰ ژوئن ۱۸۸۵ درگذشته ۲۹ مارس ۱۹۶۵) یک تنیس‌باز اهل آلمان بود.